# 히다카정 (홋카이도)
히다카정(일본어: 日高町)은 일본 홋카이도 히다카 진흥국 관내 북부에 있는 정이다.
옛 히다카정·몬베쓰정의 월경지 합병 협의를 거쳐 2006년 3월 1일에 신설 합병하여 새로운 ‘히다카정’이 되었다. 정 면적의 월경지가 되고 있다. 거의 동시기에 나중에 탄생한 같은 지청의 신히다카정과는 관계가 없다.

## 지리
히다카 진흥국 북부의 사루강 상류에서 하류에 걸쳐 위치한다. 이부리·가미카와·도카치 3개 진흥국과 접해 히다카 진흥국의 관문이 되는 정이고 남부는 태평양과 접한다. 동부의 대부분은 삼림이다. 히다카 지구를 동서로 국도 274호선이 달리고 있으며 도오 지방과 도토 지방을 연결하는 간선도로 때문에 교통량이 많다.

### 인접한 자치체
- 히다카 진흥국
  - 사루군 비라토리정
  - 니캇푸군 니캇푸정

- 이부리 종합진흥국
  - 유후쓰군 무카와정

- 가미카와 종합진흥국
  - 유후쓰군 시무캇푸촌
  - 소라치군 미나미후라노정

- 도카치 종합진흥국
  - 오비히로시
  - 가미카와군 시미즈정
  - 가사이군 메무로정

## 역사
- 1919년 - 사루군 호로사루촌(현 비라토리정)에서 분리되어 사루군 우삿푸촌(右左府村)이 성립하였다.
- 1943년 - 히다카촌으로 개칭하였다.
- 1962년 - 정으로 승격해 히다카정이 되었다.
- 2006년 3월 1일 - 사루군 몬베쓰정과의 합병으로 새로운 히다카정이 설치되었다.

## 산업
- 몬베쓰 지구는 벼농사, 밭농사, 낙농, 말 사육, 어업 등이 주산업이다. 어업으로는 빙어 양식을 하고 있다.
- 히다카 지구는 밭농사, 임업 등이 주산업이다.

## 기후
| 히다카정의 기후                                              | 히다카정의 기후 | 히다카정의 기후 | 히다카정의 기후 | 히다카정의 기후 | 히다카정의 기후 | 히다카정의 기후 | 히다카정의 기후 | 히다카정의 기후 | 히다카정의 기후 | 히다카정의 기후 | 히다카정의 기후 | 히다카정의 기후 | 히다카정의 기후 |
| 월                                                           | 1월             | 2월             | 3월             | 4월             | 5월             | 6월             | 7월             | 8월             | 9월             | 10월            | 11월            | 12월            | 연간            |
| ------------------------------------------------------------ | --------------- | --------------- | --------------- | --------------- | --------------- | --------------- | --------------- | --------------- | --------------- | --------------- | --------------- | --------------- | --------------- |
| 역대 최고 기온 °C (°F)                                       | 7.7 (45.9)      | 13.0 (55.4)     | 17.7 (63.9)     | 24.9 (76.8)     | 32.0 (89.6)     | 34.4 (93.9)     | 35.8 (96.4)     | 35.5 (95.9)     | 32.0 (89.6)     | 25.0 (77.0)     | 19.3 (66.7)     | 11.8 (53.2)     | 35.8 (96.4)     |
| 일평균 최고 기온 °C (°F)                                     | −2.5 (27.5)     | −1.4 (29.5)     | 3.0 (37.4)      | 10.3 (50.5)     | 17.5 (63.5)     | 21.6 (70.9)     | 24.8 (76.6)     | 25.5 (77.9)     | 21.5 (70.7)     | 14.6 (58.3)     | 6.6 (43.9)      | −0.3 (31.5)     | 11.8 (53.2)     |
| 일일 평균 기온 °C (°F)                                       | −7.6 (18.3)     | −6.8 (19.8)     | −2.1 (28.2)     | 4.3 (39.7)      | 11.0 (51.8)     | 15.6 (60.1)     | 19.5 (67.1)     | 20.2 (68.4)     | 15.6 (60.1)     | 8.6 (47.5)      | 1.9 (35.4)      | −4.8 (23.4)     | 6.3 (43.3)      |
| 일평균 최저 기온 °C (°F)                                     | −13.6 (7.5)     | −13.4 (7.9)     | −8.0 (17.6)     | −1.4 (29.5)     | 4.7 (40.5)      | 10.4 (50.7)     | 15.4 (59.7)     | 15.9 (60.6)     | 10.7 (51.3)     | 3.2 (37.8)      | −2.7 (27.1)     | −9.7 (14.5)     | 1.0 (33.7)      |
| 역대 최저 기온 °C (°F)                                       | −25.3 (−13.5)   | −27.8 (−18.0)   | −21.8 (−7.2)    | −15.6 (3.9)     | −4.0 (24.8)     | 0.0 (32.0)      | 5.5 (41.9)      | 6.6 (43.9)      | −0.4 (31.3)     | −5.1 (22.8)     | −15.2 (4.6)     | −21.7 (−7.1)    | −27.8 (−18.0)   |
| 평균 강수량 mm (인치)                                        | 45.4 (1.79)     | 41.3 (1.63)     | 69.3 (2.73)     | 100.4 (3.95)    | 115.2 (4.54)    | 77.5 (3.05)     | 140.3 (5.52)    | 224.1 (8.82)    | 164.4 (6.47)    | 136.0 (5.35)    | 122.9 (4.84)    | 73.9 (2.91)     | 1,324.3 (52.14) |
| 평균 강설량 cm (인치)                                        | 121 (48)        | 106 (42)        | 95 (37)         | 27 (11)         | 0 (0)           | 0 (0)           | 0 (0)           | 0 (0)           | 0 (0)           | 0 (0)           | 25 (9.8)        | 109 (43)        | 495 (195)       |
| 평균 강우일수                                                | 11.1            | 11.4            | 13.0            | 13.3            | 12.0            | 8.7             | 11.0            | 12.1            | 12.5            | 13.8            | 14.9            | 13.3            | 147.1           |
| 평균 강설일수                                                | 13.3            | 13.2            | 12.2            | 3.8             | 0               | 0               | 0               | 0               | 0               | 0.1             | 3.1             | 13.4            | 59.1            |
| 평균 월간 일조시간                                           | 68.0            | 78.0            | 106.8           | 146.8           | 181.2           | 169.3           | 142.0           | 146.0           | 136.0           | 117.5           | 63.8            | 51.7            | 1,403           |
| 출처: 일본 기상청 (평년값: 1991년~2020년, 극값: 1977년~현재) |                 |                 |                 |                 |                 |                 |                 |                 |                 |                 |                 |                 |                 |

## 교통

### 철도
- 홋카이도 여객철도 히다카 본선

### 도로
- 히다카 자동차도
- 국도 235호선
- 국도 237호선(일본어판)
- 국도 274호선